# گوستاوو وارلا
گوستاوو وارلا (انگلیسی: Gustavo Varela؛ زادهٔ ۱۴ مهٔ ۱۹۷۸) یک بازیکن فوتبال اهل اروگوئه است.
وی همچنین در تیم ملی فوتبال اروگوئه بازی کرده‌است.